# Pseudocnus
Pseudocnus is een geslacht van zeekomkommers uit de familie Cucumariidae.

## Soorten
- Pseudocnus alcocki (Koehler & Vaney, 1908)
- Pseudocnus californicus (Semper, 1868)
- Pseudocnus curatus (Cowles, 1907)
- Pseudocnus dubiosus (Semper, 1868)
- Pseudocnus echinatus (Von Marenzeller, 1881)
- Pseudocnus grubii (Von Marenzeller, 1874)
- Pseudocnus lamperti (Ohshima, 1915)
- Pseudocnus lubricus (H.L. Clark, 1901)
- Pseudocnus pawsoni Won & Rho, 1998
- Pseudocnus rhopalodiformis (Heding, 1943)
- Pseudocnus rugosus Cherbonnier, 1957
- Pseudocnus sentus O'Loughlin & Alcock, 2000
- Pseudocnus spinosus (Ohshima, 1915)
- Pseudocnus thandari Moodley, 2008